# David Carradine
David Carradine (Hollywood, 1936. december 8. – Bangkok, 2009. június 3.) amerikai színész, harcművész.
John Carradine fia, Keith Carradine, Robert Carradine fél- és Bruce Carradine édestestvére.

## Pályafutása
David Carradine 1936. december 8-án született Hollywoodban ír származású szülők gyermekeként. John Arthurként anyakönyvezték, ám színészként nem akarta használni a nevet. Az 1970-es években hatalmas divatja volt a kungfunak, s ez kihatott a filmkészítésre is. Carradine legendás hírnevét is ennek köszönheti, s a későbbi neves rendező Quentin Tarantino, aki ekkor még gyermek volt, nagy rajongással nézte filmjeit. Carradine olyan filmekre gyakorolt hatást, mint Kill Bill 1., Kill Bill 2., ahol ő maga is játszhatott.
Carradine apja, John Carradine szintén színész volt, aki horrorfilmekben szerzett magának hírnevet. Mivel apja háromszor nősült, ezért több féltestvére is volt. Daviden kívül Robert, Keith és Bruce választotta a színészi pályát, ám legtöbbre ő maga vitte.
David Carradine a hatvanas évek közepén tűnt fel a televízióban és a vásznon. Alkatának, jellegzetes arcának köszönhetően elsősorban negatív szereplők megformálását bízták rá. A figyelmet a nagy sikert arató Kung-fu című tévésorozat irányította rá. A szerepet először Bruce Lee-nek szánták, de a producer esélyesebbnek látta Carradinet, noha ő teljesen járatlan volt a távol-keleti harcművészetben. Kemény munkával, a forgatás folyamán sajátította el az alapvető harci fogásokat.
Davidet a gyakorlatok alatt mélyen megérintette a harcművészet filozófiája, s nagy lelkesedéssel folytatta a tanulását, amelyet végül mesteri fokig vitt. Ezért lett a kungfu egyik első és legismertebb népszerűsítője az Egyesült Államokban. Mindezt remekül kamatoztatta pályafutása során, a hollywoodi kungfufilmek egyik sztárja lett (A néma furulya, A harcos és a varázsló, Halálos sport, Kickbox terminátor). A klasszikus sorozattal neve szorosan összeforrt, ezért részt vett olyan franchise-okban, mint a Kung-fu – A film vagy a Kung-fu – A legenda újjáéled. Külön érdekesség, hogy Walter Hill híres westernjében, a Jesse James balladájában együtt szerepelt David, Robert és Keith, az ismert törvényen kívüli testvéreket, a Younger fivéreket játszották. David Carradine a sorozaton kívül fantasztikus, fantázia-, horror- és akciófilmet forgatott, emellett több mint száz moziban szerepelt. Számos filmje azonban középkategóriás kommersz filmalkotás, gyakorta sexploitation film, amelyekben a szerepet pusztán pénzért vállalta el.
Színészi tehetsége vitathatatlan volt és emlékezetes alakításokat nyújtott olyan filmekben is, mint Ingmar Bergman Kígyótojás (1977), valamint Woody Guthrie countryénekesről szóló életrajzfilm, vagy a Dicsőségre ítélve (1976). Carradine énekesként és dalszerzőként is ismert volt, több folk-koncerten is fellépett. Több film főcímdala is az ő előadásában hallható: Maciac Cop, Sonny Boy. 2008-ban a Jonas Brothers Burning up című számában is feltűnt.
Életét és pályafutását gyakran kísérték hullámvölgyek, emiatt kábítószerfüggő és alkoholista lett. 2009. június 3-án egy bangkoki hotelszoba szekrényében találtak rá meztelen holttestére, egy kötéllel akasztotta fel magát.

## Magánélete
Ötször nősült (Donna Le Becht, Linda Gilbert, Gail Jensen, Marina Anderson, Annie Bierman).

## Filmográfia

### Film
| Év   | Magyar cím                                   | Eredeti cím                                        | Szerep                                         | Magyar hang            |
| ---- | -------------------------------------------- | -------------------------------------------------- | ---------------------------------------------- | ---------------------- |
| 1964 |                                              | Taggart                                            | Cal Dodge                                      |                        |
| 1965 |                                              | Bus Riley's Back in Town                           | 'Stretch'                                      |                        |
| 1966 |                                              | Too Many Thieves                                   | Felix                                          |                        |
| 1967 |                                              | The Violent Ones                                   | Lucas Barnes                                   |                        |
| 1969 |                                              | Heaven with a Gun                                  | Coke Beck                                      |                        |
| 1969 | Az ifjú Billy Young                          | Young Billy Young                                  | Jesse Boone                                    | Dányi Krisztián        |
| 1969 | Jó fiúk, rossz fiúk                          | The Good Guys and the Bad Guys                     | Waco                                           |                        |
| 1970 | A fekete farmer                              | The McMasters                                      | Fehér Toll                                     | Fülöp Zsigmond         |
| 1970 | A fekete farmer                              | The McMasters                                      | Fehér Toll                                     | Vogt Károly            |
| 1970 |                                              | Macho Callahan                                     | David Mountford                                |                        |
| 1972 | Boxcar Bertha – A lázadók ökle               | Boxcar Bertha                                      | Bill 'Big Bill' Shelly                         | László Zsolt           |
| 1973 | A hosszú búcsú                               | The Long Goodbye                                   | Dave a.k.a. Socrates (stáblistán nem szerepel) | Csikos Gábor           |
| 1973 | A hosszú búcsú                               | The Long Goodbye                                   | Dave a.k.a. Socrates (stáblistán nem szerepel) | Szőke-Kavinszky András |
| 1973 | Aljas utcák                                  | Mean Streets                                       | részeg                                         |                        |
| 1975 |                                              | You and Me                                         | Zeto                                           | Galkó Balázs           |
| 1975 | Halálos futam 2000                           | Death Race 2000                                    | Frankenstein                                   | Sarádi Zsolt           |
| 1976 | Flúgos futam                                 | Cannonball                                         | Coy 'Tűzgolyó' Buckman                         | Breyer Zoltán          |
| 1976 | Flúgos futam                                 | Cannonball                                         | Coy 'Tűzgolyó' Buckman                         | Mihályi Győző          |
| 1976 | Dicsőségre ítélve                            | Bound for Glory                                    | Woody Guthrie                                  |                        |
| 1977 |                                              | Thunder and Lightning                              | Harley Thomas                                  |                        |
| 1977 | Kígyótojás                                   | The Serpent's Egg                                  | Abel Rosenberg                                 | Tordy Géza             |
| 1977 | Kígyótojás                                   | The Serpent's Egg                                  | Abel Rosenberg                                 | Schnell Ádám           |
| 1978 | Mélytengeri vészjelzés                       | Gray Lady Down                                     | Gates kapitány                                 | Kőszegi Ákos           |
| 1978 | Mélytengeri vészjelzés                       | Gray Lady Down                                     | Gates kapitány                                 | Csernák János          |
| 1978 |                                              | Deathsport                                         | Kaz Oshay                                      |                        |
| 1978 | A legyőzhetetlen                             | Circle of Iron                                     | A vak férfi / Majomember / A Halál / Changsha  | Megyeri János          |
| 1979 |                                              | Je te tiens, tu me tiens par la barbichette        | harcművész                                     |                        |
| 1979 |                                              | Fast Charlie... the Moonbeam Rider                 | Charlie Swattle                                |                        |
| 1980 | Jesse James balladája                        | The Long Riders                                    | Cole Younger                                   | Háda János             |
| 1980 | Felhőtáncos                                  | Cloud Dancer                                       | Brad Randolph                                  | Trokán Péter           |
| 1981 |                                              | Americana                                          | amerikai katona                                |                        |
| 1982 | Tragacsra fel                                | Safari 3000                                        | Eddie Mills                                    |                        |
| 1982 |                                              | Q                                                  | Shepard nyomozó                                |                        |
| 1982 |                                              | Trick Or Treats                                    | Richard Adams                                  |                        |
| 1983 | Magányos farkas                              | Lone Wolf McQuade                                  | Rawley Wilkes                                  | Balkay Géza            |
| 1983 | Magányos farkas                              | Lone Wolf McQuade                                  | Rawley Wilkes                                  | Balázsi Gyula          |
| 1984 |                                              | The Warrior and the Sorceress                      | Kain                                           |                        |
| 1984 |                                              | Downstream                                         | Bryant                                         |                        |
| 1986 | Szökés a pokolból                            | P.O.W. The Escape                                  | James Cooper ezredes                           | Fülöp Zsigmond         |
| 1986 | Megtorlás                                    | Armed Response                                     | Jim Roth                                       | Papp János             |
| 1986 | Megtorlás                                    | Armed Response                                     | Jim Roth                                       | Papucsek Vilmos        |
| 1987 | Lánctalpak                                   | The Misfit Brigade                                 | Von Weisshagen ezredes                         | Forgács Gábor          |
| 1988 | Fuss az életedért!                           | Run for Your Life                                  | Charles Forsythe őrnagy                        | Gáti Oszkár            |
| 1988 | Fehér trópusok                               | Tropical Snow                                      | Oskar                                          | Papp János             |
| 1988 | Tiszturak                                    | Warlords                                           | Dow                                            |                        |
| 1988 | Bűnös Zóna                                   | Crime Zone                                         | Jason                                          | Reviczky Gábor         |
| 1989 |                                              | Sonny Boy                                          | Pearl                                          |                        |
| 1989 |                                              | Wizards of the Lost Kingdom II                     | Dark One                                       |                        |
| 1989 |                                              | Nowhere to Run                                     | Harmon                                         |                        |
| 1989 | A víz nem válik vérré                        | Sundown: The Vampire in Retreat                    | Jozek Mardulak                                 | Rosta Sándor           |
| 1989 | Most próbáljuk meg ezt!                      | Try This One for Size                              | Bradley                                        |                        |
| 1989 | Tüzet nyiss!                                 | Open Fire                                          | Joe Rourke                                     | Gruber Hugó            |
| 1989 |                                              | Think Big                                          | Sweeney                                        |                        |
| 1989 | Future Force                                 | Future Force                                       | John Tucker                                    | Kristóf Tibor          |
| 1989 | Fatális titok                                | Fatal Secret                                       | Michael LeWinter                               | Papp János             |
| 1989 | Őrült banda                                  | The Mad Bunch                                      | Foxwood professzor                             | Kristóf Tibor          |
| 1989 |                                              | Night Children                                     | Max                                            |                        |
| 1989 |                                              | Crime of Crimes                                    | kapitány                                       |                        |
| 1989 | Állatvédők                                   | Animal Protector                                   | Whitlock ezredes                               | Szokolay Ottó          |
| 1989 |                                              | Las huellas del lince                              | El Lince                                       |                        |
| 1990 | Dűneharcosok                                 | Dune Warriors                                      | Michael                                        | Csikos Gábor           |
| 1990 | Palimadár                                    | Bird on a Wire                                     | Eugene Sorenson                                | Szokolay Ottó          |
| 1990 | Palimadár                                    | Bird on a Wire                                     | Eugene Sorenson                                | Melis Gábor            |
| 1990 |                                              | Future Zone                                        | John Tucker                                    |                        |
| 1990 | A küzdelem törvénye                          | Martial Law                                        | Dalton Rhodes                                  | Borbély László         |
| 1990 | A küzdelem törvénye                          | Martial Law                                        | Dalton Rhodes                                  | Barbinek Péter         |
| 1991 | Éjféli rettegés                              | Midnight Fear                                      | Hanley                                         | Szersén Gyula          |
| 1991 | Halálharcos                                  | Project Eliminator                                 | Ron Morrell                                    | Kárpáti Tibor          |
| 1991 | Halálharcos                                  | Project Eliminator                                 | Ron Morrell                                    | Galkó Balázs           |
| 1991 | Halálbüntetés                                | Capital Punishment                                 | Michael Maltin                                 | Uri István             |
| 1991 |                                              | Karate Cop                                         | apa                                            |                        |
| 1991 | Tűzvonal                                     | Field of Fire                                      | Corman tábornok                                | Tardy Balázs           |
| 1992 | Gonoszkák                                    | Evil Toons                                         | Gideon Fisk                                    | Uri István             |
| 1992 | Az iker bajjal jár                           | Double Trouble                                     | Mr. C.                                         | Papp János             |
| 1992 |                                              | Roadside Prophets                                  | Othello Jones                                  |                        |
| 1992 |                                              | Waxwork II: Lost in Time                           | koldus                                         |                        |
| 1992 |                                              | Night Rhythms                                      | Vincent                                        |                        |
| 1992 | Távoli igazság                               | Distant Justice                                    | Joe Foley                                      | Uri István             |
| 1992 |                                              | Animal Instincts                                   | William                                        |                        |
| 1993 |                                              | Kill Zone                                          | Horace Wiggins ezredes                         |                        |
| 1993 | Őrült Joe                                    | Dead Center                                        | Chavez                                         |                        |
| 1993 |                                              | Code... Death: Frontera Sur                        | ezredes                                        |                        |
| 1997 | Ölni a múltért                               | The Rage                                           | Lucas McDermott                                |                        |
| 1997 | Veszett hajsza                               | Macon County Jail                                  | Coley                                          | Barbinek Péter         |
| 1998 | A kukorica gyermekei 5. – A sikolyok földje  | Children of the Corn V: Fields of Terror           | Luke Enright                                   | Garai Róbert           |
| 1998 | A modern Robinson család                     | The New Swiss Family Robinson                      | Sheldon Blake                                  | Fülöp Zsigmond         |
| 1998 |                                              | Shepherd                                           | hasbeszélő                                     |                        |
| 1998 |                                              | The Effects of Magic                               | The Cabinet Maker                              |                        |
| 1998 | Egérmese 3. – A Manhattan sziget kincse      | An American Tail: The Treasure of Manhattan Island | Wulisso főnök (hangja)                         | Melis Gábor            |
| 1998 | Egy idegen csókja                            | Kiss of a Stranger                                 | Sean O'Leary                                   |                        |
| 1998 |                                              | Sublet                                             | Max Kaufman                                    |                        |
| 1998 |                                              | Lovers and Liars                                   | Mr. Montague                                   |                        |
| 1998 |                                              | Light Speed                                        | Miles                                          |                        |
| 1999 |                                              | Knocking on Death's Door                           | 'Doc' Hadley                                   |                        |
| 1999 | Végzetes hasonlóság                          | Natural Selection                                  | Louis Dehoven                                  |                        |
| 1999 |                                              | Full Blast                                         | Maceo                                          |                        |
| 1999 |                                              | Zoo                                                | Drexel Turnquist                               |                        |
| 1999 |                                              | The Puzzle in the Air                              | tábornok                                       |                        |
| 2000 |                                              | Dangerous Curves                                   | Lemmy                                          |                        |
| 2000 | Piszkos zsaruk                               | Down 'n Dirty                                      | Gil Garner                                     | Papp János             |
| 2000 |                                              | Nightfall                                          | Gnomen                                         |                        |
| 2001 | Halál garanciával                            | G.O.D.                                             | Norman Williams                                | Uri István             |
| 2001 |                                              | The Donor                                          | Mike Riordan                                   |                        |
| 2002 | Balto 2. – Farkaskaland                      | Balto II: Wolf Quest                               | Nava, a sámán (hangja)                         | Gruber Hugó            |
| 2002 |                                              | Wheatfield with Crows                              | Willem Vincent Sr.                             |                        |
| 2003 | Kill Bill 1.                                 | Kill Bill: Volume 1                                | Bill                                           | Papp János             |
| 2003 |                                              | American Reel                                      | James Lee Springer                             |                        |
| 2004 | Halálos hétvége                              | Dead & Breakfast                                   | Mr. Wise                                       | Rosta Sándor           |
| 2004 | Kill Bill 2.                                 | Kill Bill: Volume 2                                | Bill                                           | Papp János             |
| 2004 | Kill Bill 2.                                 | Kill Bill: Volume 2                                | Bill                                           | Kőszegi Ákos           |
| 2004 | Égnek áll                                    | Hair High                                          | Mr. Snerz (hangja)                             |                        |
| 2004 |                                              | Last Goodbye                                       | Fred McGillicuddie                             |                        |
| 2004 | Max Havoc és a sárkány átka                  | Max Havoc: Curse of the Dragon                     | nagymester                                     |                        |
| 2005 | Fegyvertestvérek                             | Brothers in Arms                                   | Driscoll                                       | Kárpáti Tibor          |
| 2005 | Csoda Sage Creek-ben                         | Miracle at Sage Creek                              | Ike                                            |                        |
| 2006 |                                              | Final Move                                         | Baker százados                                 |                        |
| 2006 |                                              | The Last Sect                                      | Van Helsing                                    |                        |
| 2007 | Bazi nagy film                               | Epic Movie                                         | kurátor                                        |                        |
| 2007 |                                              | Bala perdida                                       | Michael Morrison                               |                        |
| 2007 | Hajsza a kincs után                          | Treasure Raiders                                   | Pierre                                         | Papp János             |
| 2007 |                                              | Richard III                                        | Buckingham                                     |                        |
| 2007 | Jó tanácsok bankrablóknak                    | How to Rob a Bank                                  | Nick                                           | Barbinek Péter         |
| 2007 | Picasso Gyilkos                              | Fall Down Dead                                     | Wade Douglas                                   | Papp János             |
| 2007 |                                              | Permanent Vacation                                 | idős férfi                                     |                        |
| 2007 |                                              | Fuego                                              | 'Lobo'                                         |                        |
| 2007 | Kegyenc fegyenc                              | Big Stan                                           | mester                                         | Reviczky Gábor         |
| 2007 |                                              | Homo Erectus                                       | Mookoo / Uncle Unky                            |                        |
| 2007 |                                              | Blizhniy Boy: The Ultimate Fighter                 | Mikhail                                        |                        |
| 2008 | Hell Ride – Pokoljárás                       | Hell Ride                                          | 'Dupla'                                        | Papp János             |
| 2008 | Camille – Egy halhatatlan szerelem története | Camille                                            | Bob 'Cowboy Bob'                               | Orosz István           |
| 2008 |                                              | Last Hour                                          | Mike Stone nyomozó                             |                        |
| 2008 |                                              | Break                                              | püspök                                         |                        |
| 2008 | Halálfutam                                   | Death Race                                         | Niles York / Frankenstein (hangja)             |                        |
| 2008 | Vén tengeri medvék                           | The Golden Boys                                    | Zebulon Hedge kapitány                         | Helyey László          |
| 2008 |                                              | Kandisha                                           | az amerikai                                    |                        |
| 2008 |                                              | My Suicide                                         | Vargas                                         |                        |
| 2009 |                                              | Absolute Evil                                      | Raf McCane                                     |                        |
| 2009 | Ahonnan nincs visszatérés                    | Road of No Return                                  | Mr. Hover                                      | Reviczky Gábor         |
| 2009 | Crank 2. – Magasfeszültség                   | Crank: High Voltage                                | Poon Dong                                      | Versényi László        |
| 2009 |                                              | Autumn                                             | Phillip                                        |                        |
| 2009 |                                              | Dark Fields                                        | Clive Jonis                                    |                        |
| 2009 |                                              | Bad Cop                                            | Humes nyomozó                                  |                        |
| 2009 |                                              | All Hell Broke Loose                               | Ian McHenry marsall                            |                        |
| 2010 |                                              | Detention                                          | Hoskins iagazgató                              |                        |
| 2010 | Igaz legenda                                 | True Legend                                        | Anthony                                        | Papp János             |
| 2010 |                                              | Six Days in Paradise                               | Vernon Billings                                |                        |
| 2010 |                                              | Money to Burn                                      | Klau                                           |                        |
| 2011 |                                              | Stretch                                            | Monteiro                                       |                        |
| 2011 |                                              | Kill Bill: The Whole Bloody Affair                 | Bill                                           |                        |
| 2012 |                                              | Eldorado                                           | vezető                                         |                        |
| 2013 |                                              | The Banksters, Madoff with America                 | Neal                                           |                        |
| 2013 |                                              | Night of the Templar                               | eladó                                          |                        |
| 2017 |                                              | The American Connection                            | Rusfnar tábornok                               |                        |

## Díjak és jelölések
- Akciófilmek Nemzetközi Filmfesztivál (2005) – Életműdíj
- Hollywood Capri-díj (2004) – Legendás Capri-díj
- Golden Boot-díj (1998) – Golden Boot
- Hollywood Walk of Fame (1997)

## Fordítás
- Ez a szócikk részben vagy egészben  a   David_Carradine című angol Wikipédia-szócikk fordításán alapul.  Az eredeti cikk szerkesztőit annak laptörténete sorolja fel. Ez a jelzés csupán a megfogalmazás eredetét és a szerzői jogokat jelzi, nem szolgál a cikkben szereplő információk forrásmegjelöléseként.